# Changtang

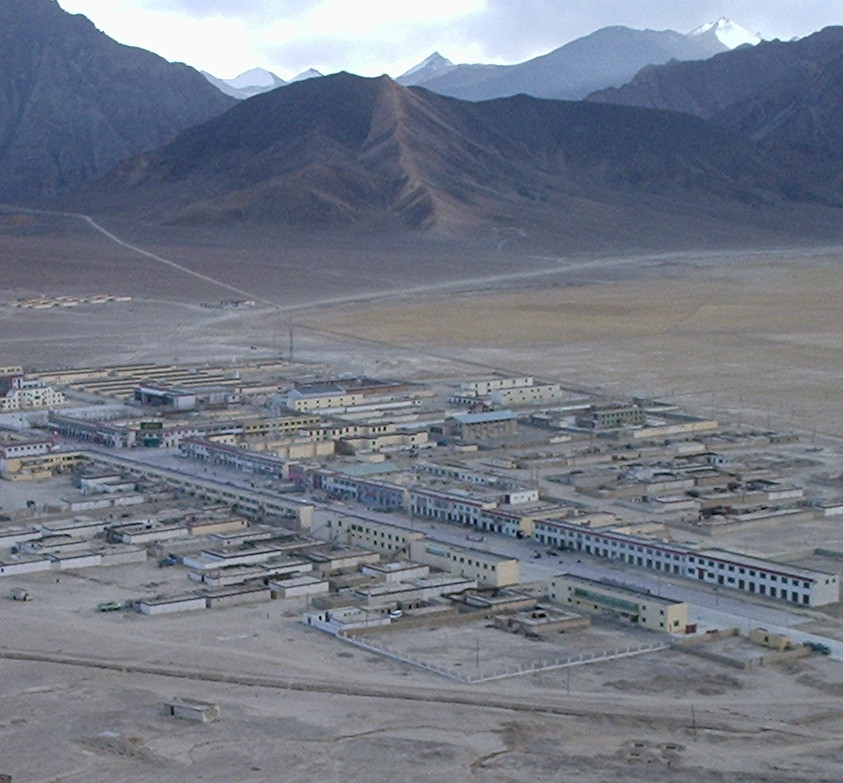
Pueblo de Rutog en el Changtang tibetano.

La región de Changtang (Changthang o Qangtang) es una parte de la meseta tibetana, al oeste y el norte del Tíbet, que se extiende desde los límites meridionales de la región autónoma de Sinkiang, en China, hasta el sudeste de la región india de Ladakh, con vastas tierras altas y grandes lagos. Desde la parte oriental de Ladakh, el Changtang se extiende unos 1600 km hacia el este en el Tíbet, hasta la moderna Qinghai. El Changtang es la patria de los changpa, un pueblo tibetano nómada. Los dos asentamientos más grandes dentro del tibetano Changtang son la ciudad de Rutog, sede del condado de Rutog, y el municipio de Domar, sede del condado de Shuanghu.[cita requerida]

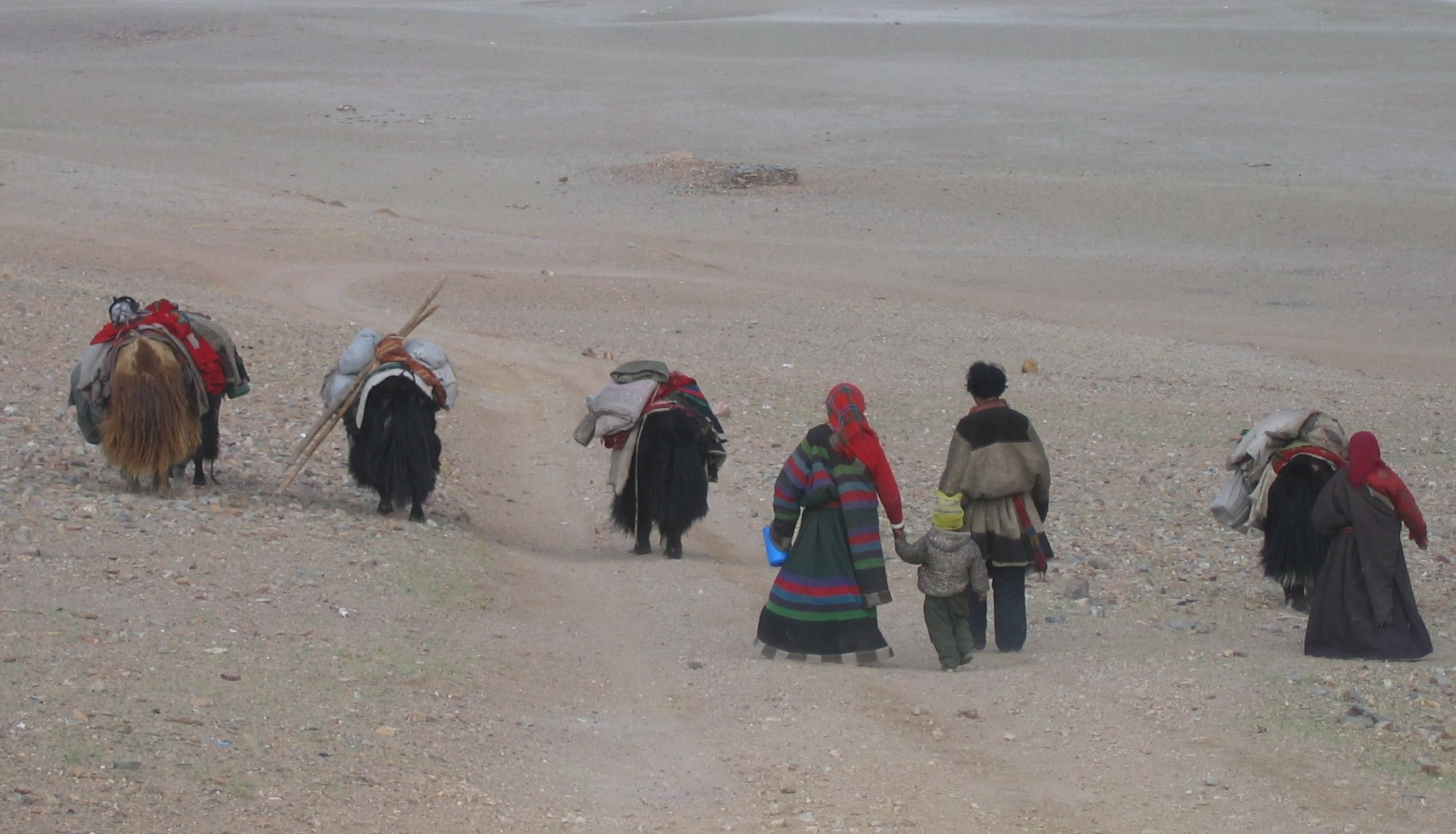
Pueblo nómada changpa en el Tíbet.

## Clima
Los veranos son cálidos pero cortos y las tormentas eléctricas pueden ocurrir en cualquier época del año, a menudo acompañadas de granizo. Los inviernos son fríos y árticos, a pesar de la latitud, debido a la gran altitud. Las temperaturas en Rutog van desde los 5 oC de mínima y los 22 oC de máximas medias en julio, a los -5 oC de máxima y -18 oC de mínima medias en enero. La temporada cálida va desde mediados de junio a mediados de septiembre, con una media de temperaturas máximas por encima de los 17 oC. Entre finales de noviembre y mediados de marzo, la media se mantiene por debajo de 0 oC. Las precipitaciones, de 25 mm, se limitan al verano generalmente.

## Historia
Changtang fue una vez gobernado por una cultura conocida como Zhangzhung, que luego se fusionó con la cultura tibetana.[cita requerida]

## Los changpa
La gente de Changtang son pastores nómadas, conocidos como changpa, para 'norteños', o 'drokpa' para 'nómadas', en tibetano. A 1989  había medio millón de nómadas viviendo en Changtang. A diferencia de muchos otros grupos nómadas, los changpa no están bajo la presión de los agricultores asentados, ya que la gran mayoría de las tierras que habitan son demasiado inhóspitas para la agricultura.

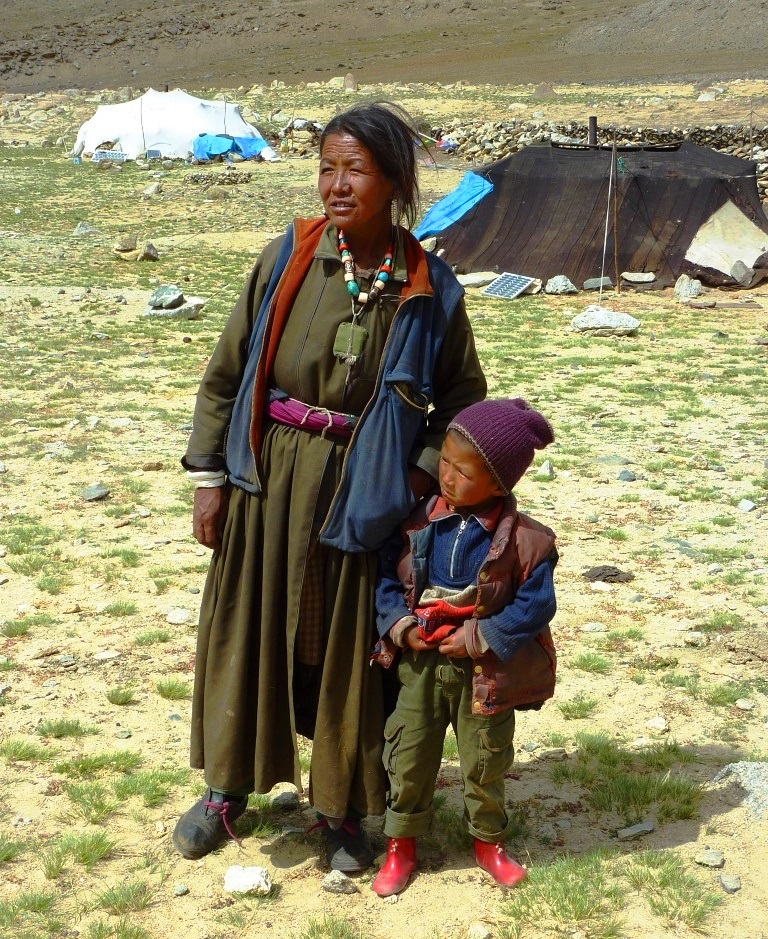
Mujer changpa y su hijo en Changtang, Ladakh

La economía de la región se basa en la ganadería de los changpa, y el recurso más importante son las plantas de las que se alimentan los animales. La trashumancia durante un año limita el impacto que sus animales tienen en las tierras de pastoreo, cuyas hierbas están muertas durante ocho a nueve meses al año y proporcionan un forraje deficiente durante ese tiempo. A diferencia de muchos otros pastores nómadas, los Changpa no se mueven de una región climática a otra; esto les permite recorrer distancias más cortas en muchos casos, en el rango de aproximadamente 10 a 40 millas. Las rutas migratorias se establecen y siguen año tras año, permaneciendo en los mismos campamentos cada año, a menudo en campamentos que tienen construcciones con las paredes de piedra para corrales y para albergar las tiendas. Los nómadas más ricos pueden tener edificios para almacenar y vivir durante la parte del año que pasan en ese campamento.
Además de cambiar de pastos, existen muchas otras técnicas desarrolladas por los changpa para compensar los períodos de excedentes y escasez. Los productos lácteos se convierten en formas menos perecederas (como mantequilla y queso) durante el verano, cuando el ganado produce altos niveles de leche. Los animales se sacrifican a principios del invierno, después de engordar en el verano y mientras el tiempo sea propicio para el almacenamiento.
El comercio juega un papel importante para los changpa, ya que no pueden producir todos los bienes que consumen. La sal, la carne, los animales vivos, la lana y la cachemira sin procesar se intercambian por elementos básicos como granos, ollas y otros implementos de metal, así como por bienes más modernos.

## Changtang tibetano

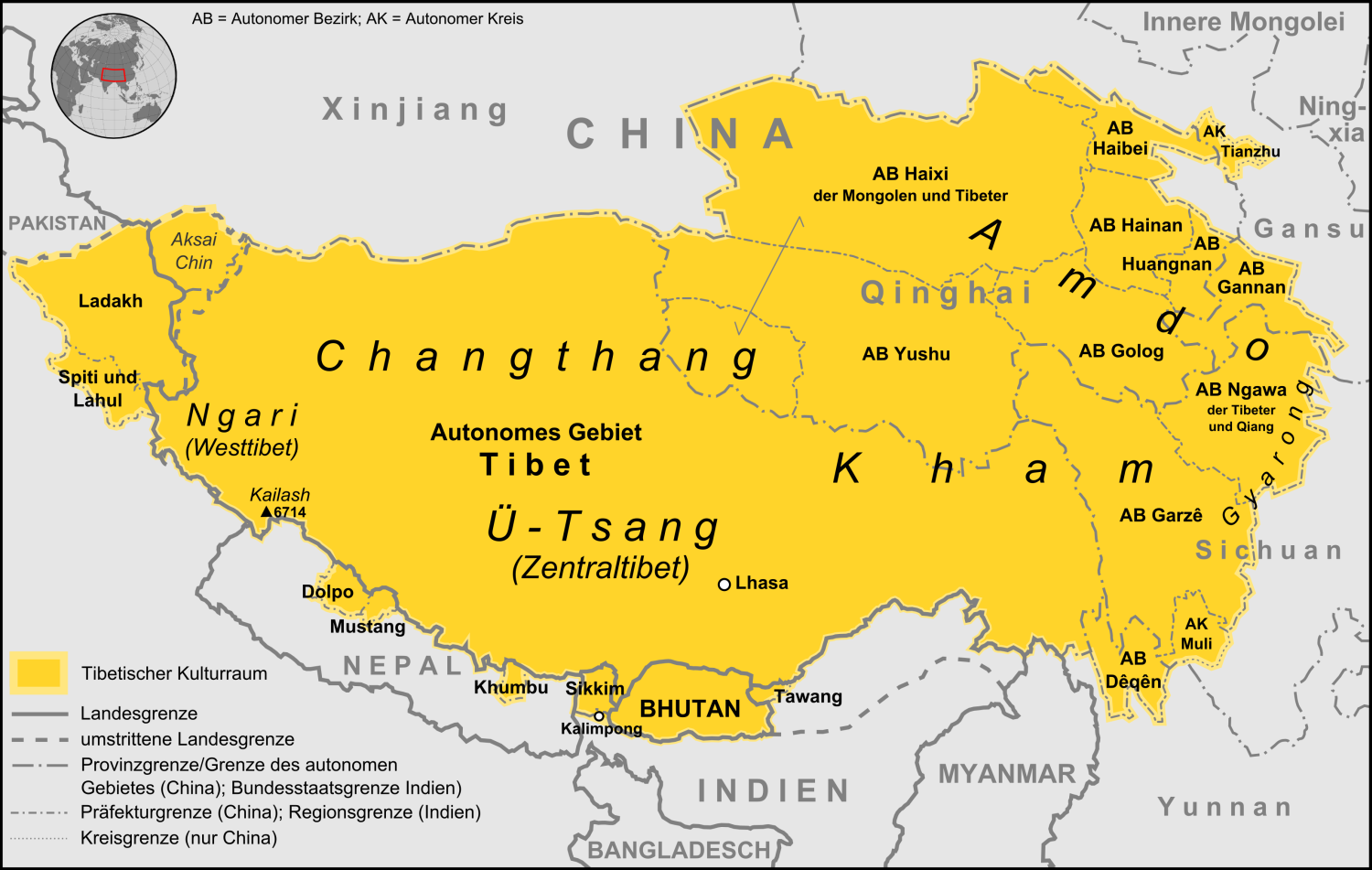
La meseta de Changtang en el Tíbet. Al oeste se encuentra la zona de Ladakh que también pertenece a la meseta.

La mayor parte del Changtang tibetano consiste en zonas protegidas que forman la Reserva natural de Changtang, la segunda reserva natural más grande del mundo, y cuatro nuevas reservas adyacentes más pequeñas que suman un total 496.000 km2 de reservas naturales conectadas que representan un área casi tan grande como España. Desde que se establecieron las reservas, ha habido un aumento en el número de especies en peligro de extinción. Las áreas protegidas se extienden por partes de la Región Autónoma del Tíbet, Xinjiang y Qinghai en China.
Situado en la prefectura de Nagqu, la elevación media del tibetano Changtang es de unos 5.000 metros. El Festival del Caballo de Nagqu es el festival más importante aquí.

## Changtang en Ladakh

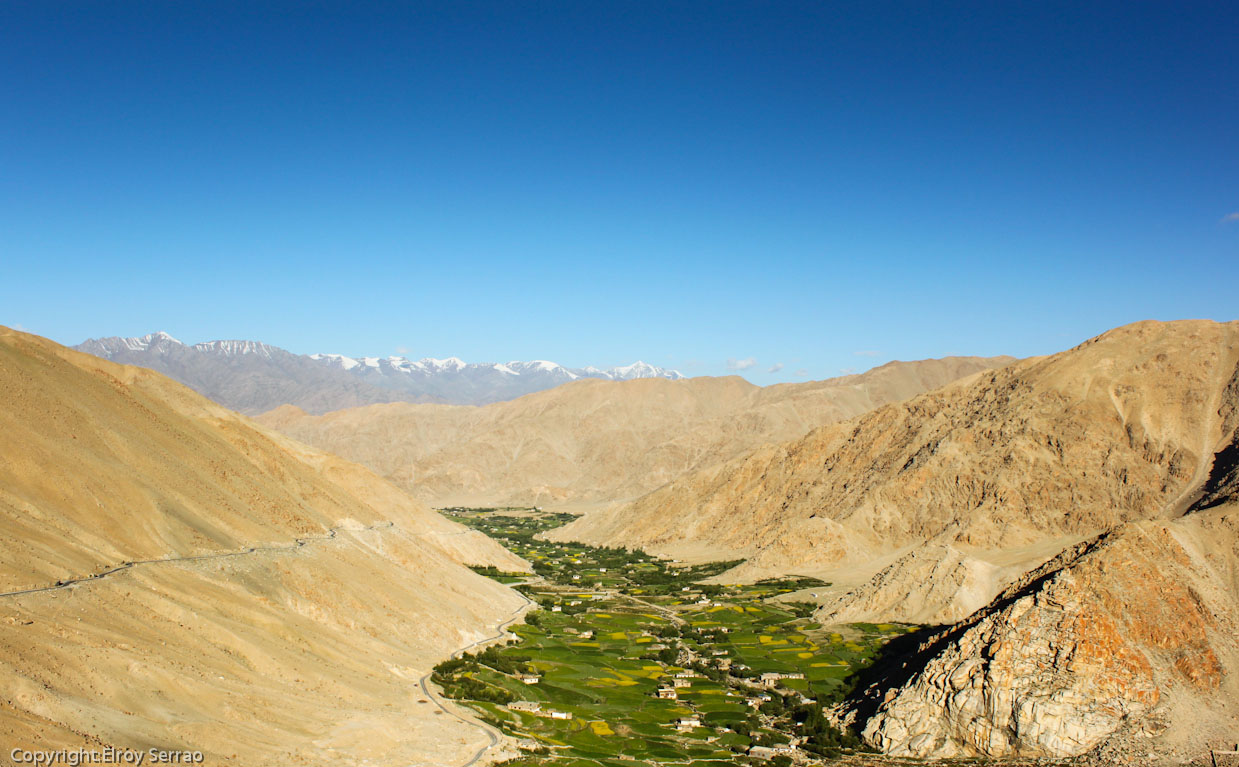
Valle en Chamtang, en la zona de Ladakh.

Solo una pequeña parte de Changtang cruza la frontera hacia Ladakh, en la India. Sin embargo, se encuentra en una ruta históricamente importante para los viajeros que viajan de Ladakh a Lhasa, y tiene muchas características diferentes debido a que es parte de la India.
Como en el resto de Ladakh, Changtang ha estado experimentando muchos desarrollos socioeconómicos desde finales del siglo XX. Ladakh es una de las regiones más expuestas al turismo masivo internacional en la India. Los tejidos culturales y sociales centenarios están cambiando rápidamente, influenciados por estilos de vida consumistas y modernos. Esto se está convirtiendo en una fuente de preocupación y esperanza para la población de la región. Otra gran influencia en la región es el asentamiento tibetano a instancias del gobierno tibetano en el exilio. El asentamiento se estableció por primera vez en 1963 con casi 3.000 residentes, pero hoy cuenta con más de 7.000 colonos. A efectos administrativos, el asentamiento de Ladakh se divide en dos, Sonamling y Changtang.
El Santuario de Vida Silvestre de Changthang alberga muchas especies protegidas de flora y fauna. Está ubicado a gran altura en el distrito Leh de Ladakh, rodeado por tres conocidos lagos, el Tso Moriri, el Tso Kar y el Pangong Tso.

Tso Moriri es uno de los grandes lagos de montaña en la parte sureste de Ladakh. El pueblo de Karzok, a 4560 m sobre el nivel del mar está situado en la orilla noroeste de este lago y se dice que es el pueblo habitado durante todo el año más alto del mundo. El lago Tso Kar se encuentra en el valle de Rupshu y es el famoso lago salado de Ladakh.
El Santuario de Vida Silvestre de Changtang tiene praderas naturales y una amplia variedad de más de 200 especies de plantas silvestres, la mayoría de las cuales son comestibles para los animales.

### Aldeas

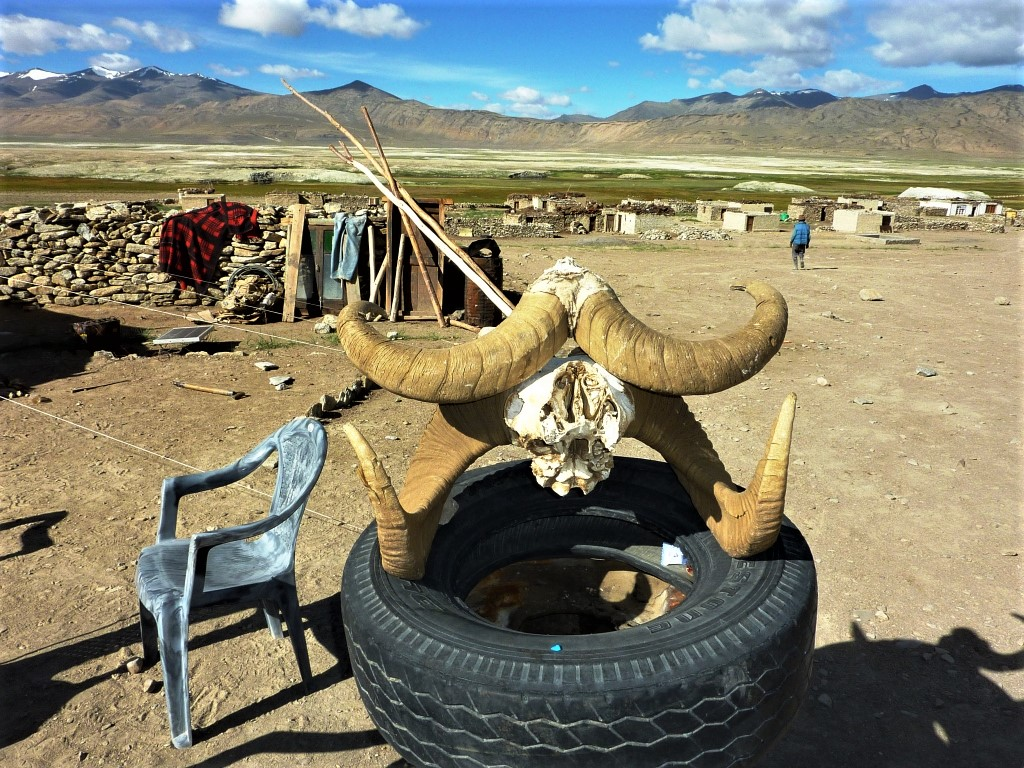
Cuernos de argalí en una aldea de Chamtang

Las aldeas de Changtang se establecieron cuando muchos nómadas tibetanos, en su mayoría del oeste del Tíbet, huyeron y se establecieron en los lugares contiguos de Ladakh. Hay más de 3.500 refugiados tibetanos que residen en la región de Changtang que dependen principalmente de la ganadería, siendo la agricultura su ocupación secundaria. Estos nómadas fueron organizados en los asentamientos de refugiados tibetanos en 1977 por la Administración Central Tibetana, Dharamsala, con la ayuda del Gobierno de la India y el gobierno estatal en nueve lugares diferentes: Nyoma, Kagshung, Goyul, Hanley, Sumdho, Samedh, Karnag, Chushul y Churmur. Estos asentamientos están dispersos a lo largo de esta elevada meseta con una altitud promedio de 4700 m. La temperatura en la región varía de -5 a -35 oC en invierno y hasta un máximo de 30 oC en verano. Grandes áreas de Changtang son semiáridas, con muy poco crecimiento de vegetación en toda la región. Las tierras agrícolas y los pastos están confinados a áreas limitadas a lo largo de las riberas de los ríos. La nevada promedio es de menos de 10 mm, generalmente durante los meses de diciembre, enero y febrero. Las nevadas inusuales y en exceso, como sucedió en marzo de 2012, pueden ser fatales para el ganado de los nómadas. A veces, las cabras y las ovejas no pueden acceder a la hierba para pastar durante un período de hasta 15 días. Esta constituye la parte más crítica del año para los nómadas (Yatoo et al., 2014).
La educación en Ladakh está totalmente a cargo de SOS Tibetan Children Village, una de las instituciones sin fines de lucro que brinda educación a los niños tibetanos. Hay una instalación para la guardería hasta el décimo estándar. La mayoría de los estudiantes asisten a la escuela diurna, pero también hay internados para estudiantes muy pobres y de campamentos nómadas. Casi todos los niños tienen la oportunidad de ir a la escuela y el nivel de educación general de los niños es bastante bueno. Los asentamientos tienen un hospital alopático moderno y una clínica médica y tibetana. También hay un santuario de aves.

### Santuario de Vida Silvestre de Changthang

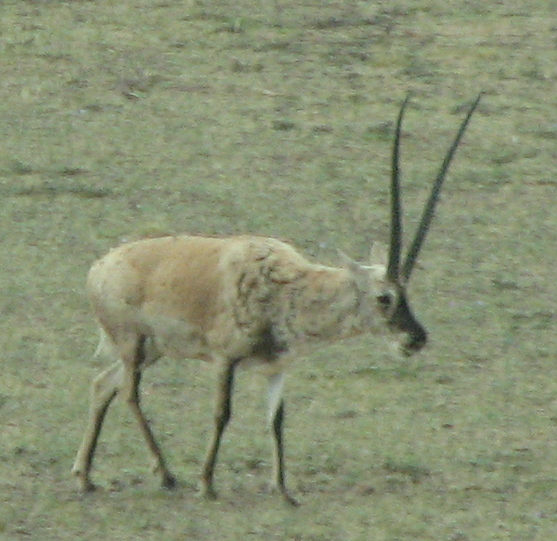
Antílope tibetano o chirú (Pantholops hodgsonii) en la meseta de Changtang.

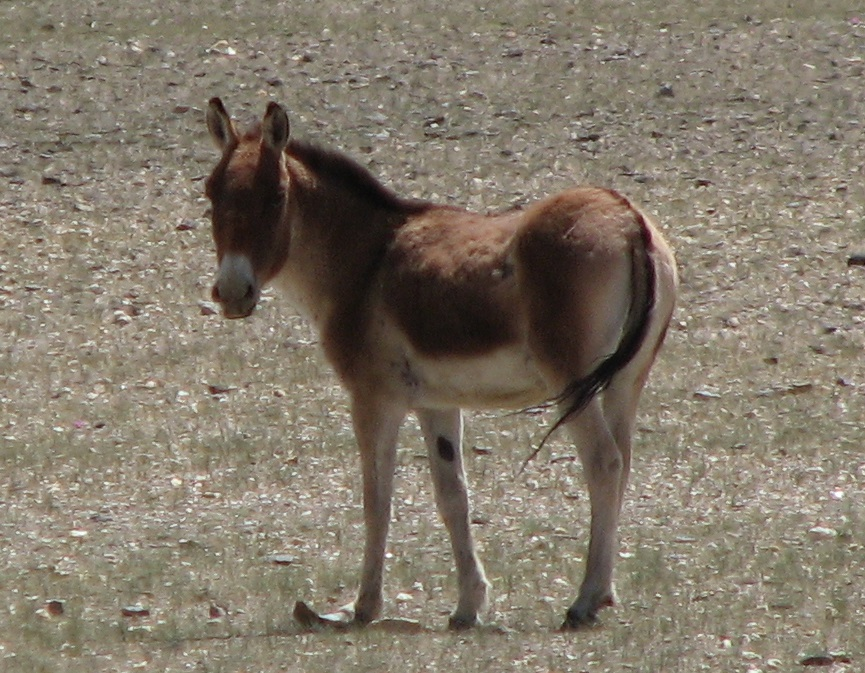
Kiang (asno salvaje tibetano) en la meseta de Changtang.

El Santuario de Vida Silvestre de Changthang (o Santuario de Vida Silvestre del Desierto Frío de Changthang) es un santuario de vida silvestre de gran altitud ubicado en la parte de Ladakhi de la meseta de Changtang, en el distrito de Leh, Ladakh. Es importante como uno de los pocos lugares en la India con una población de kiang o asno salvaje tibetano, así como la rara grulla cuellinegra.

La altitud del santuario varía de 4300 a 5800 m, y la topografía está formada por profundos desfiladeros y vastas mesetas. Hay alrededor de 11 lagos y 10 pantanos en el Santuario del Desierto Frío de Changtang, y el majestuoso río Indo fluye a través del santuario, dividiéndolo en dos partes.
Las condiciones del desierto frío de este santuario de vida silvestre han dado como resultado especies con algunas características notables. Siete plantas raras y en peligro de extinción que algunos creen que tienen propiedades medicinales fueron descubiertas aquí por CP Kala . Tres de estas especies figuran como vulnerables y una figura como amenazada en la Lista Roja de la UICN (Arnebia euchroma, Geranium sibiricum, Lancea tibetica, Lloydia serotina y Ephedra gerardiana).

### Otras características geográficas
El Tso Moriri se encuentra entre los lagos más altos del mundo de su tamaño. Se extiende sobre un área de 120 km2 , con una profundidad máxima de 40 m y a una altitud de 4220-4525 m. En noviembre de 2002, el lago fue designado como sitio Ramsar.
El Pangong Tso está situado a una altitud de alrededor de 4240 m. Cubre un área de 134 km2  (de India a China). El agua es saobre, pero a pesar de eso, durante el invierno el agua se congela.
La cabra pashmina o changthangi es famosa por su lana de Cachemira ultrafina. Pashmina en persa significa 'hecho de lana' y en Cachemira se traduce como 'oro suave'. Esta raza de cabras habita en la meseta de Changthang y de ahí su nombre. Los chales de pashmina se hilan a mano en Cachemira y Nepal .[cita requerida]